# Öschberg
Öschberg (bis zur Umbenennung 1961 Mischberg) ist ein Gemeindeteil der kreisfreien Stadt Kempten (Allgäu) in Bayern.
Die Einöde bei Heiligkreuz wurde 1451/53 als stiftkemptisches Lehen „uff dem Wischberg“ erwähnt. 1506 als „Weschberg“, 1518 als „Wisperg“. 1548 wurde der Ort als „Misperg“ genannt, worauf die spätere amtliche Bezeichnung Mischberg basiert.
Durch fehlendes Verständnis für den ursprünglichen Ortsnamen durch Otto Merkt ist der Ort 1961 zu Öschberg umbenannt worden.
Mischberg gehörte zur Hauptmannschaft Neuhausen, deren Gebiet 1802 zunächst der Stadt Kempten angegliedert wurde und 1818 Teil der neu gebildeten Gemeinde Sankt Lorenz wurde, die ihrerseits 1972 wieder nach Kempten eingemeindet wurde.